# Amde Tsyjon I
Amde Tsyjon I (gyyz. ዐምደ ጽዮን, co znaczy Podpora [lub filar] Syjonu, imię tronowe ገብረ ፡ መስቀል Gebre Meskel, co znaczy Niewolnik Krzyża, ur. ?  – zm. 1344 r.) – cesarz Etiopii w latach 1314–1344. Pochodził z dynastii salomońskiej. Jest powszechnie uważany za jednego z najwybitniejszych etiopskich cesarzy XIV wieku. Jego imieniem nazywane jest piśmiennictwo i okres w jakim panował.

## Konflikt Amde Tsyjona z zakonnikami
Na początku swoich rządów popadł w konflikt z duchowieństwem z Debre Azbo, ponieważ mnisi pochodzący z tego klasztoru dowiedzieli się, że cesarz jest w kazirodczym związku ze swoją matką. Trzech duchownych, czyli yczegie Filip, abuna Jakub i abba Honoriusz przybyło do siedziby cesarskiej w Tegulet w celu wyjaśnienia sprawy. Amde Tsyjon I powiedział mnichom, że nie współżyje z matką, lecz z macochą, jednak Honoriusz mimo wszystko udzielił nagany władcy. Cesarza wyprowadziły z równowagi pouczenia mnicha i kazał go obić rózgami, o czym wieść dość szybko rozeszła się po okolicy. Pod wieczór w Tegulet wybuchł pożar, za który Amde Tsyjon i ludzie z jego otoczenia obwinili mnichów, jakoby mieli się zemścić za chłostę na Honoriuszu. Uniesiony gniewem cesarz wygnał zakonników z Debre Azbo w różne strony Etiopii, a część uwięził. W wyniku zesłania mnichów, ich gałąź zwana teuahdo rozprzestrzeniła się po terenie całego kraju.

## Polityka wewnętrzna

### Kultura i administracja
Za panowania Amde Tsyjona I Kościół etiopski umocnił swoją pozycję. Władza świecka również podniosła swój autorytet. Cesarz ujednolicił organizacyjnie państwo i ustabilizował je gospodarczo. Za czasów Tsyjona Etiopia przeżyła też znaczny rozwój kulturalny. Komponowane było między innymi ważne dzieło, opisujące dzieje kraju, zatytułowane Kebra Nagast, co znaczy "Chwała Królów", autorstwa nybure yd Izaaka. Ponadto powstawały tak zwane "Prawidła cesarstwa", czyli Syrate mengyst. Znajdują się w nich przepisy dotyczące ceremoniału dworskiego, a także pochówków, zaślubin, czy koronacji. W czasach Amde Tsyjona powstał urząd tsehafie tyyzaza, czyli w dosłownym tłumaczeniu "spisującego rozkazy". Jego funkcją było odnotowywanie ważnych wydarzeń, co wpłynęło na rozwój etiopskiego dziejopisarstwa. Swój renesans przeżywała również literatura kościelna.

### Bunty wewnętrzne
Wyznające judaizm plemię Felaszów przejawiało silne tendencje odśrodkowe w Uegera, Semien i Dembija i często podnosiło bunty przeciwko Amde Tsyjonowi. W 1320 roku cesarz stłumił w prowincji Tigraj bunt pod wodzą Jabiky Ygzigya (w mianowniku czytaj Jabika Ygziy), w okręgach Bihat i Amba Seneiti. Zarządcom tego ostatniego okręgu Amde Tsyjon nadał za karę pogardliwy tytuł "Władców Małp", który przetrwał aż do XVI wieku.

## Wojny z muzułmanami

### Prześladowania posłów
W pierwszej połowie XIV wieku pogorszyły się stosunki pomiędzy mameluckim Egiptem, a Etiopią. W 1325 Amde Tsyjon groził Egipcjanom, że odwróci bieg rzeki Nil, podobnie jak sto pięćdziesiąt lat wcześniej odgrażał się król Gebre Meskel zwany Lalibelą. Powodem gróźb Tsyjona było utrudnianie kontaktów między Cesarstwem, a patriarchatem aleksandryjskim. Podczas wypraw do Egiptu, Etiopscy posłowie byli zatrzymywani, a następnie więzieni, lub zabijani przez muzułmanów. Patriarchowie z kolei często nie docierali do Etiopii z tych samych powodów, co skazywało Cesarstwo Etiopii na brak abuny, czyli głowy tamtejszego Kościoła, mianowanego z egipskiej Aleksandrii. Utrudnianie kontaktów było głównym powodem wybuchu konfliktu, między Amde Tsyjonem I, a muzułmanami.

### Początek konfliktu
Wojna z muzułmanami rozpoczęła się w 1328 roku, gdy sułtan państwa Ifat, Hak-ad-Din I uprowadził i torturował etiopskich posłów, którzy wracali z Kairu. Amde Tsyjon szybko wygrał z sułtanem i uwięził go, jednak mianowany przez cesarza na następnego władcę Ifat, Sebr-ad-Din, brat pokonanego, zdradził Etiopczyków. Rozpoczął on wojnę podjazdową na obszarze Tegulet, Damot i Fetegar i docierając nawet do prowincji Godżam i Amhara. Oddziały Sebr-ad-Dina mordowały chrześcijan i paliły kościoły. Amde Tsyjon zaczął przygotowywać się do kolejnej wyprawy, a sułtanowi Ifat wysłał list o treści: 

Czy prawdziwa jest wieść, która do mnie dotarła, że palisz kościoły, mordujesz i bierzesz w jasyr chrześcijan? Czy to prawda? Uprzednio uwięziłem i zrobiłem sługą twego brata Hak-ad-Dina. Czyż nie wiesz także, że ja zabiłem bratanka twego Deradera? Teraz powiadam ci, jeśli zabijesz dziesięciu chrześcijan - twoich ludzi zabiję tysiąc, a jeśli zabijesz stu - ja zabiję dziesięć tysięcy.

 Odpowiedź Sebr-ad-Dina była następująca: 

Nie przyjadę do Ciebie, nie stanę przed twoim obliczem i nie boję się twego przybycia. Wojsk mam więcej niż ty, wojsk uzbrojonych we włócznie, miecze, szable i łuki. Droga jest otwarta - spotkajmy się w bitwie. Jeśli zaś nie przyjedziesz - spodziewaj się mego przybycia.

### Wojna z sułtanatem Ifat
Amde Tsyjon rozpoczął wojnę od zwycięstwa z w okręgu Hadija, a następnie wysłał Sebr-ad-Dinowi za pośrednictwem przymuszonego zarządcy Hadiji, że wojska cesarskie poniosły klęskę, dzięki czemu można frontalnie zaatakować Etiopię. Sułtan na wieść o tym podzielił swoje wojska na trzy grupy. W 1331 roku doszło do wielkiej bitwy, w wyniku której muzułmanie przegrali, a Sebr-ad-Din ledwo uszedł z życiem. Później doszło do walk Etiopczyków z buntowniczymi Felaszami na północy i z władcą Deuaro, Hajderą, będącym sprzymierzeńcem sułtana Ifat. Na północy cesarz wyprawił armię pod wodzą Tsegi Krystosa, a sam wyruszył do Deuaro, gdzie ponownie wygrał, a także pojmał Hajderę, oraz Sebr-ad-Dina. Po zwycięskiej wojnie Amde Tsyjon poszerzył granice swojego państwa i uczynił władcą terytoriów muzułmańskich Gemal-ad-Dina, brata wcześniejszych władców Ifat. Później jeszcze dochodziło do wielu walk z muzułmanami, ponieważ Gemal nie dochował wierności, podobnie jak Sebr. Amde Tsyjon prowadził między innymi kampanię na obszarze pustynnego sułtanatu Adal, ponieważ istniała groźba nowej koalicji państw muzułmańskich. Władca Adalu, Seleh namawiał Gemel-ad-Dina do przystąpienia do koalicji. W 1335 Seleh wyruszył do walki z cesarzem, nie czekając na sułtana Ifat, ale przegrał z Amde Tsyjonem, co przypieczętowało przewagę Etiopczyków nad muzułmanami.

## Pieśni królewskie
Zwycięstwa Amde Tsyjona I opisał autor staroamharskich Pieśni królewskich: 

Cesarz - zwycięstwem przeszywający...
Jak hienie, która zjadła truciznę,
gdy ukazuje im się w Adal,
wypadają im flaki...
Amde Tsyjon - bohater
przerzucający granice...
Amde Tsyjon - sławne imię
w Uedż aż po Tyremora.
Mieczem wywija,
mieczem jak łapką na muchy.
Murem otoczył wrogich mężczyzn...
Amde Tsyjon - sławne imię...